# Tổng thống Maldives
Tổng thống Maldives là người đứng đầu nhà nước và chính phủ của Cộng hòa Maldives, và là tổng tư lệnh lực lượng quốc phòng Maldives.
Tổng thống hiện tại là Ibrahim Mohamed Solih, được bầu vào năm 2018 với một đa số cao hơn đối thủ trước cựu Tổng thống Abdulla Yameen.

## Các đảng chính
Chính đảng
- Đảng Rayyithunge Muthagaddim
- Đảng Dhivehi Rayyithunge
- Đảng Dân chủ Maldives
- Gaumee Itthihaad
- Đảng Tiến bộ Maldives
- Jumhooree Party

Các phái khác
- Hoàng gia
- Độc lập

## Danh sách
| No.                                       | Tổng thống                              | Tổng thống                                         | Tổng thống                              | Nhiệm kỳ                                | Nhiệm kỳ                                                                               | Thời gian đương chức                                                                   | Đảng                                    | Phó tổng thống                          | Phó tổng thống                          | Thứ                                     | Thứ |
| No.                                       | Name (Sinh-Mất)                         | Name (Sinh-Mất)                                    | Chân dung                               | Nhiệm kỳ                                | Nhiệm kỳ                                                                               | Thời gian đương chức                                                                   | Đảng                                    | Phó tổng thống                          | Phó tổng thống                          | Thứ                                     | Thứ |
| Tổng thống Đệ Nhất Cộng hòa (1953–1954)   | Tổng thống Đệ Nhất Cộng hòa (1953–1954) | Tổng thống Đệ Nhất Cộng hòa (1953–1954)            | Tổng thống Đệ Nhất Cộng hòa (1953–1954) | Tổng thống Đệ Nhất Cộng hòa (1953–1954) | Tổng thống Đệ Nhất Cộng hòa (1953–1954)                                                | Tổng thống Đệ Nhất Cộng hòa (1953–1954)                                                | Tổng thống Đệ Nhất Cộng hòa (1953–1954) | Tổng thống Đệ Nhất Cộng hòa (1953–1954) | Tổng thống Đệ Nhất Cộng hòa (1953–1954) | Tổng thống Đệ Nhất Cộng hòa (1953–1954) |     |
| ----------------------------------------- | --------------------------------------- | -------------------------------------------------- | --------------------------------------- | --------------------------------------- | -------------------------------------------------------------------------------------- | -------------------------------------------------------------------------------------- | --------------------------------------- | --------------------------------------- | --------------------------------------- | --------------------------------------- | --- |
| 1                                         |                                         | Mohamed Amin Didi (1910–1954)                      |                                         | 1 tháng 1 năm 1953                      | 2 tháng 9 năm 1953                                                                     | 244 ngày                                                                               | Đảng Rayyithunge Muthagaddim            |                                         | Ibrahim Muhammad Didi                   | 1                                       |     |
| —                                         |                                         | Ibrahim Muhammad Didi (1902–1981) Quyền tổng thống |                                         | 2 tháng 9 năm 1953                      | 7 tháng 3 năm 1954                                                                     | 186 ngày                                                                               | Đảng Rayyithunge Muthagaddim            | trống                                   | trống                                   | —                                       |     |
| Chức vụ bãi bỏ                            |                                         |                                                    |                                         |                                         |                                                                                        |                                                                                        |                                         |                                         |                                         |                                         |     |
| Vương quốc Hồi giáo Maldives (1954–1968)  |                                         |                                                    |                                         |                                         |                                                                                        |                                                                                        |                                         |                                         |                                         |                                         |     |
| —                                         |                                         | Muhammad Fareed Didi (1901–1969) Vua Hồi giáo      |                                         | 7 tháng 3 năm 1954                      | 11 tháng 11 năm 1968                                                                   | 14 năm, 247 ngày                                                                       | Hoàng gia                               | —                                       | —                                       | —                                       |     |
| Chức vụ phục hồi                          |                                         |                                                    |                                         |                                         |                                                                                        |                                                                                        |                                         |                                         |                                         |                                         |     |
| Tổng thống Đệ Nhị Cộng hòa (1968 đến nay) |                                         |                                                    |                                         |                                         |                                                                                        |                                                                                        |                                         |                                         |                                         |                                         |     |
| 2                                         |                                         | Ibrahim Nasir (1926–2008)                          | Tập tin:Ibrahim nasir maldives.jpg      | 11 tháng 11 năm 1968                    | 11 tháng 11 năm 1973                                                                   | 10 năm                                                                                 | Độc lập                                 | Chức vụ bãi bỏ                          | Chức vụ bãi bỏ                          | 2                                       |     |
| 2                                         | 11 tháng 11 năm 1973                    | Ibrahim Nasir (1926–2008)                          | Tập tin:Ibrahim nasir maldives.jpg      | 11 tháng 11 năm 1978                    | Abdul Sattar Moosa Didi, Ahmad Hilmy Didi, Ibrahim Shihab, [[Ali Maniku, Hassan Zareer | Abdul Sattar Moosa Didi, Ahmad Hilmy Didi, Ibrahim Shihab, [[Ali Maniku, Hassan Zareer | Độc lập                                 | 3                                       |                                         |                                         |     |
| 3                                         |                                         | Maumoon Abdul Gayoom (1937–)                       |                                         | 11 tháng 11 năm 1978                    | 11 tháng 11 năm 1983                                                                   | 30 năm                                                                                 | Độc lập (cho đến 11/7/2005.)            | Chức vụ bãi bỏ                          | Chức vụ bãi bỏ                          | 4                                       |     |
| 3                                         | 11 tháng 11 năm 1983                    | Maumoon Abdul Gayoom (1937–)                       | 11 tháng 11 năm 1988                    | 5                                       |                                                                                        | 30 năm                                                                                 | Độc lập (cho đến 11/7/2005.)            | Chức vụ bãi bỏ                          | Chức vụ bãi bỏ                          |                                         |     |
| 3                                         | 11 tháng 11 năm 1988                    | Maumoon Abdul Gayoom (1937–)                       | 11 tháng 11 năm 1993                    | 6                                       |                                                                                        | 30 năm                                                                                 | Độc lập (cho đến 11/7/2005.)            | Chức vụ bãi bỏ                          | Chức vụ bãi bỏ                          |                                         |     |
| 3                                         | 11 tháng 11 năm 1993                    | Maumoon Abdul Gayoom (1937–)                       | 11 tháng 11 năm 1998                    | 7                                       |                                                                                        | 30 năm                                                                                 | Độc lập (cho đến 11/7/2005.)            | Chức vụ bãi bỏ                          | Chức vụ bãi bỏ                          |                                         |     |
| 3                                         | 11 tháng 11 năm 1998                    | Maumoon Abdul Gayoom (1937–)                       | 11 tháng 11 năm 2003                    | 8                                       |                                                                                        | 30 năm                                                                                 | Độc lập (cho đến 11/7/2005.)            | Chức vụ bãi bỏ                          | Chức vụ bãi bỏ                          |                                         |     |
| 3                                         |                                         | Maumoon Abdul Gayoom (1937–)                       | 11 tháng 11 năm 2003                    | 11 tháng 11 năm 2008                    | Đảng Dhivehi Rayyithunge                                                               | 30 năm                                                                                 | 9                                       | Chức vụ bãi bỏ                          | Chức vụ bãi bỏ                          |                                         |     |
| 4                                         |                                         | Mohamed Nasheed (1967–)                            |                                         | 11 tháng 11 năm 2008                    | 7 tháng 2 năm 2012                                                                     | 3 năm, 87 ngày                                                                         | Đảng Dân chủ Maldives                   |                                         | Mohammed Waheed Hassan                  | 10                                      |     |
| 5                                         |                                         | Mohammed Waheed Hassan (1953–)                     |                                         | 7 tháng 2 năm 2012                      | 17 tháng 11 năm 2013                                                                   | 1 năm, 283 ngày                                                                        | Gaumee Itthihaad                        |                                         | Mohammed Waheed Deen                    | 10                                      |     |
| 6                                         |                                         | Abdulla Yameen (1959–)                             |                                         | 17 tháng 11 năm 2013                    | 17 tháng 11 năm 2018                                                                   | 5 năm, 0 ngày                                                                          | Đảng Tiến bộ Maldives                   |                                         | Mohamed Jameel Ahmed                    | 11                                      |     |
| 6                                         | Ahmed Adeeb                             | Abdulla Yameen (1959–)                             |                                         | 17 tháng 11 năm 2013                    | 17 tháng 11 năm 2018                                                                   | 5 năm, 0 ngày                                                                          | Đảng Tiến bộ Maldives                   |                                         |                                         | 11                                      |     |
| 6                                         | Abdulla Jihad                           | Abdulla Yameen (1959–)                             |                                         | 17 tháng 11 năm 2013                    | 17 tháng 11 năm 2018                                                                   | 5 năm, 0 ngày                                                                          | Đảng Tiến bộ Maldives                   |                                         |                                         | 11                                      |     |
| 7                                         |                                         | Ibrahim Mohamed Solih (1964–)                      |                                         | 17 tháng 11 năm 2018                    | đương nhiệm                                                                            | 0 năm 6 ngày                                                                           | Đảng Dân chủ Maldives                   |                                         | Faisal Naseem                           | 12                                      |     |